# El Abismo (kulle)
El Abismo är en kulle i Antarktis. Den ligger i Sydshetlandsöarna. Argentina, Chile och Storbritannien gör anspråk på området.
Terrängen runt El Abismo är huvudsakligen kuperad, men den allra närmaste omgivningen är varierad. Havet är nära El Abismo norrut. Trakten är obefolkad. Det finns inga samhällen i närheten. 